# Andile Jali
Andile Jali, est un footballeur international sud-africain né le 10 avril 1990 à Matatiele. Il évolue actuellement au poste de milieu de train à Chippa United FC.

## Biographie
Andile Jali commence sa carrière avec le club de Pretoria University, en deuxième division. En 2009, il rejoint l'équipe des Orlando Pirates. Avec ce club, il est finaliste de la Ligue des champions de la CAF en 2013. Il joue la finale aller face au club égyptien d'Al Ahly.
En 2014, il quitte son pays natal et rejoint l'Europe en signant avec le club belge du KV Ostende.

## Palmarès
- Finaliste de la Ligue des champions de la CAF en 2013 avec les Orlando Pirates
- Champion d'Afrique du Sud en 2011 et 2012 avec les Orlando Pirates
- Vainqueur de la Coupe d'Afrique du Sud en 2011 avec les Orlando Pirates